# Guerra de Recia
La guerra de Recia fue un conflicto bélico ocurrido en las provincias fronterizas de Recia Segunda y Nórico Ripense, entre los años 401 y 402, que enfrentó a grupos de vándalos y alanos contra el Imperio romano de Occidente.

## Antecedentes
Los godos dirigidos por Alarico habían quedado establecidos en la prefectura de Iliria en virtud del tratado de paz con el Imperio oriental que dio fin a la guerra entre 395 y 398 y por el que Alarico, incluso, fue nombrado magister militum per Illyricum. Dos años después —en el 400— se produjo una reacción anti-goda dentro del gobierno de Constantinopla que consiguió eliminar la influencia de otros grupos godos en el gobierno y ejército. Alarico, previó un futuro incierto para él y sus seguidores dentro del Imperio oriental y en otoño de 401 decidió invadir el occidental con el fin de obligar a su gobierno a que les otorgase tierras donde asentarse. Parece —según Claudiano— que Alarico llegó a un acuerdo con grupos de vándalos y de alanos para que, poco antes de su invasión, atacasen las provincias de Recia Segunda y de Nórico Mediterráneo que se situaban al norte de los Alpes y así distraer al ejército romano mientras él atacaba por el este. 

## Los ejércitos enfrentados
Las tropas romanas que se situaban en las fronteras eran conocidas como limitanei y en el tramo objeto del ataque estaban dirigidas por el dux Raetiae y el dux Pannoniae I. Eran unidades estáticas cuyo objetivo era rechazar los ataques menores y para aquellos de mayor entidad, presentar una primera resistencia a la espera de que el ejército móvil, de calidad superior, llegase para enfrentarse a los invasores. El que participó en la guerra fue el establecido en Italia bajo mando directo del general en jefe Estilicón.
De acuerdo con Claudiano, los grupos que participaron en la invasión rompieron algún acuerdo previo con el gobierno imperial, bien de no agresión o bien de colaboración como mercenarios. Aunque este autor solo mencionó expresamente a los vándalos, ha sido elemento habitual en la historiografía incluir, también, a grupos de alanos. Ninguno de ambos pueblos habitaba tradicionalmente el área inmediatamente al norte de las provincias atacadas por lo que se han propuesto dos opciones para su origen: bien eran grupos de mercenarios establecidos en estas provincias romanas que se rebelaron contra el gobierno o, más bien, se trataba de grupos errantes procedentes de otros lugares del Barbaricum. Buena parte de los alanos se habían desperdigado en pequeños grupos tras la agresión de los hunos varias décadas antes y habían buscado su propio destino como soldados de fortuna lejos de su territorio de origen. En cuanto a los vándalos, no se tiene claro si eran contingentes silingos —que habitaban en alto Meno— o asdingos —que lo hacían junto al Tisza—. Es posible que fueran de los últimos ya que el lamentable estado en que había quedado la prefectura de Iliria tras años de guerra causó un deterioro en las condiciones de vida al norte del Danubio por la interrupción de los intercambios comerciales con las provincias romanas y grupos de sus habitantes comenzaron a buscar otros lugares donde vivir.

## Desarrollo
Los vándalos y alanos atacaron en otoño de 401, consiguieron rebasar las defensas fronterizas en el Danubio y entraron en las provincias de Nórico Ripense y Recia Segunda donde extendieron la destrucción y el pillaje. J.B. Bury opinaba que estaban dirigidos por Radagaiso quien cuatro años más tarde volvió a invadir el territorio romano al frente de un gran grupo de godos. Alan Cameron, por su parte, pensaba que los alanos eran comandados por Saúl.
Para el alto mando romano quedó claro el peligro que se presentaba si los invasores continuaban hacia Italia a través de los pasos alpinos y unían sus fuerzas con el ejército de Alarico. Estilicón no envió a un subordinado sino que tomo personalmente el mando de buena parte del ejército italiano y se dirigió al norte. Partió desde Mediolanum (Milán) la capital imperial en ese momento y a través del lago de Como se dirigió al norte. No hay información de que se produjese ninguna gran batalla sino que Estilicón se enfrentó por separado a los diferentes grupos de invasores. Consiguió expulsar a buena parte de ellos fuera de las fronteras del Imperio y convencer a algunos para que se uniesen a él como mercenarios para luchar contra Alarico.
Anulado el peligro de que los invasores de Recia se uniesen a Alarico, para febrero de 402, el ejército romano consiguió atravesar, de nuevo, los pasos alpinos en dirección sur y se presentó en el valle del Po reforzado con las nuevas incorporaciones y dispuesto a detener y expulsar a los godos de Italia.